# 25e armée (Allemagne)
Pour les articles homonymes, voir 25e armée.
La 25e armée (en allemand : 25. Armee) était une armée (regroupement d'unités) de la Heer (armée de terre de la Wehrmacht) lors de la Seconde Guerre mondiale.

## Historique
La 25. Armee est formée le 10 novembre 1944 à partir de membres de la Armee-Abteilung Kleffel et du Wehrmachtsbefehlshaber Niederlande. Elle est renommée Oberbefehlshaber Niederlande (aussi connu sous le nom de Festung Holland) le 7 avril 1945.
Du 10 novembre 1944 au 28 janvier 1945, le commandant de la 25. Armee occupe aussi le poste de Wehrmachtbefehlshaber Niederlande.
Pendant la manœuvre préparatoire allemande à l'offensive des Ardennes, la 25. Armee prend le nom de couverture de 15. Armee durant la période du 16 novembre au 16 décembre 1944. Parallèlement, la réelle 15. Armee, qui est transférée des Pays-Bas, prend position dans le secteur d’Aix-la-Chapelle, avec la 5. Panzerarmee, qui prend le nom de couverture de Armeegruppe von Manteuffel. La 5. Panzerarmee, transférée à l'Est de la Roer, adopte le nom de couverture de Feldjägerkommando z.b.V..

## Organisation

### Commandants successifs
| Date                               | Grade                  | Commandant             |
| ---------------------------------- | ---------------------- | ---------------------- |
| 10 novembre 1944 - 28 janvier 1945 | General der Flieger    | Friedrich Christiansen |
| 29 janvier 1945 - 21 mars 1945     | General der Infanterie | Günther Blumentritt    |
| 21 mars 1945 - 29 mars 1945        | Generaloberst          | Johannes Blaskowitz    |
| 29 mars 1945 - 7 avril 1945        | General der Kavallerie | Philipp Kleffel        |

### Chefs d'état-major
| Date                           | Grade           | Commandant    |
| ------------------------------ | --------------- | ------------- |
| 10 novembre 1944- 7 avril 1945 | Generalleutnant | Paul Reichelt |

## Ordre de bataille
31 décembre 1944
- XXX. Armeekorps z.b.V.
  - Kampfgruppe 346. Infanterie-Division
- LXXXVIII. Armeekorps
  - 712. Infanterie-Division
  - 6. Fallschirm-Jäger-Division
  - 2. Fallschirm-Jäger-Division

du 26 janvier au 1er février 1945
- XXX. Armeekorps z.b.V.
  - Kampfgruppe 346. Infanterie-Division
- LXXXVIII. Armeekorps
  - 6. Fallschirm-Jäger-Division
  - 2. Fallschirm-Jäger-Division

du 19 février au 1er mars 1945
- XXX. Armeekorps z.b.V.
  - Kampfgruppe 346. Infanterie-Division
- LXXXVIII. Armeekorps
  - Stab 331. Infanterie-Division
  - 2. Fallschirm-Jäger-Division

31 mars 1945
- Armeeabteilung Kleffel (XXX. z.b.V.)
  - Alarm-Einheiten
- LXXXVIII. Armeekorps
  - 34. SS-Freiwilligen-Grenadier-Division “Landstorm Nederland”
  - 346. Infanterie-Division + Regimentsgruppe 361. Volks-Grenadier-Division